# Philadelphia International Cycling Classic
Philadelphia International Cycling Classic (dawniej Philadelphia International Championship) – jednoetapowy wyścig kolarski rozgrywany w Filadelfii, w amerykańskim stanie Pensylwania, zarówno dla kobiet, jak i mężczyzn.
Wyścig mężczyzn odbył się po raz pierwszy w 1985 (wygrał go wówczas amerykański panczenista Eric Heiden) i organizowany jest co rok na początku czerwca. Rekordzistami pod względem zwycięstw w klasyfikacji generalnej są Amerykanie Bart Bowen oraz Kiel Reijnen - dwa triumfy. Należy do cyklu UCI America Tour i ma kategorię 1.2. Do 2005 roku organizowany pod nazwą USPRO Championship był także wyścigiem o mistrzostwo Stanów Zjednoczonych Ameryki.
Wyścig kobiecy po raz pierwszy zorganizowany został w 2013, jako następca wyścigu Liberty Classic. W latach 2015–2016 zaliczany był do cyklu najważniejszych kobiecych zawodów kolarskich - UCI Women’s World Tour.

## Zwycięzcy
| Rok  | Pierwsze              | Drugie               | Trzecie            |
| ---- | --------------------- | -------------------- | ------------------ |
| 1985 | Eric Heiden           | Jesper Worre         | Jens Veggerby      |
| 1986 | Thomas Prehn          | Jørgen Marcussen     | Doug Shapiro       |
| 1987 | Tom Schuler           | Cesare Cipollini     | Roy Knickman       |
| 1988 | Roberto Gaggioli      | Dag Otto Lauritzen   | Ron Kiefel         |
| 1989 | Greg Oravetz          | Michael Engleman     | Alexi Grewal       |
| 1990 | Paolo Cimini          | Laurent Jalabert     | Kurt Stockton      |
| 1991 | Michel Zanoli         | Davis Phinney        | Phil Anderson      |
| 1992 | Bart Bowen            | Andrzej Mierzejewski | Roberto Pelliconi  |
| 1993 | Lance Armstrong       | Gianluca Pierobon    | Graeme Miller      |
| 1994 | Sean Yates            | Bruno Boscardin      | Brian Walton       |
| 1995 | Norman Alvis          | Maurizio De Pasquale | Clark Sheehan      |
| 1996 | Eddy Gragus           | Roberto Gaggioli     | Fred Rodriguez     |
| 1997 | Massimiliano Lelli    | Scott McGrory        | Angelo Canzonieri  |
| 1998 | George Hincapie       | Massimiliano Mori    | Tomáš Konečný      |
| 1999 | Jakob Piil            | Brian Walton         | Harm Jansen        |
| 2000 | Henk Vogels           | Fred Rodriguez       | Nicolaj Bo Larsen  |
| 2001 | Fred Rodriguez        | Trent Klasna         | George Hincapie    |
| 2002 | Mark Walters          | Chann McRae          | Danny Pate         |
| 2003 | Stefano Zanini        | Uroš Murn            | Julian Dean        |
| 2004 | Francisco Ventoso     | Antonio Bucciero     | Gordon Fraser      |
| 2005 | Chris Wherry          | Danny Pate           | Chris Horner       |
| 2006 | Greg Henderson        | Iván Domínguez       | Oleg Grishkin      |
| 2007 | Juan José Haedo       | Matthew Goss         | Bernhard Eisel     |
| 2008 | Matti Breschel        | Kirk O’Bee           | Fred Rodriguez     |
| 2009 | André Greipel         | Greg Henderson       | Kirk O’Bee         |
| 2010 | Matthew Goss          | Peter Sagan          | Alexander Kristoff |
| 2011 | Alex Rasmussen        | Peter Sagan          | Robert Förster     |
| 2012 | Alexander Serebryakov | Aldo Ino Ilešič      | Fred Rodriguez     |
| 2013 | Kiel Reijnen          | Jesse Anthony        | Joseph Rosskopf    |
| 2014 | Kiel Reijnen          | Jure Kocjan          | Dion Smith         |
| 2015 | Carlos Barbero        | Michael Woods        | Toms Skujiņš       |
| 2016 | Eduard Prades         | Travis McCabe        | Marco Canola       |

## Zwyciężczynie
| Rok  | Pierwsze          | Drugie               | Trzecie         |
| ---- | ----------------- | -------------------- | --------------- |
| 2013 | Evelyn Stevens    | Joelle Numainville   | Claudia Häusler |
| 2014 | Evelyn Stevens    | Lex Albrecht         | Lauren Hall     |
| 2015 | Lizzie Armitstead | Elisa Longo Borghini | Alena Amialusik |
| 2016 | Megan Guarnier    | Elisa Longo Borghini | Alena Amialusik |